# Gado Bemah
 (juillet 2023).
Gado Bemah est un entrepreneur togolais spécialisé dans le tri, la collecte et le recyclage du plastique.

## Biographie
Gado Bemah naît au nord du Togo. Il étudie à l'université de Lomé où il obtient un master en géologie environnementale. À partir de 2011, il encourage ses camarades et les habitants de Lomé à collecter les déchets plastiques, qu'il rachetait pour les revendre à une société de recyclage ghanéenne.
Bemah est à la fois membre de Club des amis des plages et des océans (CAPLO) et directeur exécutif de l'ONG STADD (Science et technologie africaine pour un développement durable) depuis 2016. Cette organisation se charge de la gestion des déchets (collecte, valorisation,, sensibilisation en milieu scolaire. Elle est à l'origine de plus de 800 emplois directement et indirectement et d'un concours pour promouvoir l'environnement dans les écoles.
En 2017, il crée Green Industry Plast-Togo (GIP-Togo), entreprise qui prend en charge la collecte et le recyclage du plastique dans une dizaine de communes togolaises, notamment en mettant en place des unités de collecte et des installations de tri avec la collaboration des élus locaux ou en nettoyant des plages. Le recyclage du plastique permet de créer des dalles, des briques et des tableaux. L'entreprise est basée à Avénou, dans Lomé, et jouit du soutien du Fonds d'appui aux initiatives économiques des jeunes (FAIEJ) depuis sa création. En 2023, il remporte le premier prix de l'Afri-Plastics Challenge. Grâce à la somme remportée, Bemah souhaite moderniser son entreprise et ainsi créer des emplois pour les jeunes et les femmes.
Dans le cadre de ses activités environnementales, il est invité en 2019 à participer à l'International Visitor Leadership Program, programme d'échange organisé par le département d'État des États-Unis. Il est également membre de l'ordre des géologues du Togo depuis sa création en 2023.

## Distinctions
- 2015 : Lauréat du concours « Projet vert » du FAIEJ et du Programme des Nations unies pour le développement[13]
- 2018 : Prix Africa 35.35 dans la catégorie « environnement »[14]
- 2023 : Premier prix de l'Afri-Plastics Challenge[15]
- 2023 : Entrepreneur social de l'année du Forum de l'économie sociale et solidaire[16]